# رابرت وایمن
رابرت وایمن (انگلیسی: Robert Wyman; ۲۷ آوریل ۱۹۰۹ – ۲۵ ژوئن ۱۹۷۸) بازیکن هاکی روی یخ اهل بریتانیا بود.